# Richard Foster (voetballer)
Richard Foster (Elgin, 31 juli 1985) is een Schotse voetballer die bij voorkeur als vleugelverdediger speelt. Hij speelde bij diverse clubs, waaronder Aberdeen FC en Glasgow Rangers. Vanaf 2016 is hij spelend voor St. Johnstone FC.